# A Night at Boomers, Vol. 2
| Recensione | Giudizio |
| ---------- | -------- |
| AllMusic   | [ 1 ]    |

A Night at Boomers, Vol. 2 è un album discografico Live a nome di The Cedar Walton Trio, pubblicato dall'etichetta discografica Muse Records nel 1974.

## Tracce
Lato A
1. Naima – 7:49 (John Coltrane)
2. Stella by Starlight – 10:43 (Ned Washington, Victor Young)
3. All the Way – 5:08 (Sammy Cahn, Jimmy Van Heusen)

Lato B
1. I'll Remember April – 11:06 (Don Raye, Gene De Paul)
2. Blue Monk – 11:50 (Thelonious Monk)
3. Bleecker Street Theme – 1:03 (Cedar Walton)

## Musicisti
- Cedar Walton - pianoforte
- Clifford Jordan - sassofono tenore (eccetto nei brani: Naima e All the Way)[2]
- Sam Jones - contrabbasso
- Louis Hayes - batteria

Note aggiuntive
- Don Schlitten - produttore
- Michael DeLugg - ingegnere delle registrazioni
- Gary Giddins - note retrocopertina album originale[3]